# Josef Strauss
Josef Strauß, avstrijski arhitekt, izumitelj, skladatelj in dirigent, * 20. avgust 1827, Dunaj Mariahilf, † 22. julij 1870, Dunaj.
Josef je bil sin Johanna Straußa starejšega ter brat Johanna Straußa mlajšega in Eduarda Straußa. Josef se ni potegoval za kariero glasbenika, temveč študiral na dunajski Politehniki (danes Dunajska Tehnična Univerza), služboval pa je kot gradbeni nadzornik pri predelavi jeza v Trumau-u v Spodnji Avstriji in skonstruiral stroj za čiščenje cest. 
Njegova glasbena pot se je začela, ko je moral leta 1852 z nejevoljo nadomestiti svojega bolnega brata Johanna na koncertni turneji kot kapelni mojster. Takrat je skomponiral svojo prvo skladbo, valček »Prvi in zadnji« (Die Ersten und die Letzten). V naslednjih letih se je posvetil dirigiranju, se izobrazil na področju kompozicije in violinske igre. Umrl je po povratku s koncertne turneje v Varšavi.
Strauss je komponiral predvsem valčke, polke, mazurke in ostale modne glasbene oblike tedanjega časa.